# Бокс на летней Спартакиаде народов СССР 1983
Бокс на летней Спартакиаде народов СССР 1983 года — соревнования по боксу в рамках VIII летней Спартакиады народов СССР, проходившие с 21 июля по 3 августа 1983 года в Москве (РСФСР). Этот турнир также имел статус 49-го чемпионата СССР по боксу.
Как и на Спартакиаде 1979 года, турнир был организован в виде двух раздельных групп. В первой группе состязались боксёры сборных команд союзных республик, Москвы и Ленинграда. Отслеживались личные и командные результаты. Во второй группе соревновались зарубежные боксёры и сильнейшие боксёры СССР, не включённые в сборные. Результаты матчей этой группы на командный зачёт не влияли.
После выявления победителей в обеих группах, они встретились между собой в финальных матчах. При этом, если в финале встречались советский и зарубежный боксёр, они разыгрывали звание чемпиона Спартакиады, а звание чемпиона СССР в любом случае оставалось за советским участником финала. Если же в финале встречались два советских боксёра, победитель получал звание чемпиона СССР, а звание чемпиона Спартакиады оставалось за победителем первой (командной) группы. Результаты финальных матчей не влияли на командный зачёт.

## Медалисты Спартакиады
| Весовая категория                   | Золото                               | Серебро                                | Бронза                                                               |
| ----------------------------------- | ------------------------------------ | -------------------------------------- | -------------------------------------------------------------------- |
| Первый наилегчайший вес (до 48 кг)  | Хуан Торрес Куба                     | Шамиль Сабиров Краснодар               | Артур Димаксян Ереван Шухрат Ахмеджанов Ашхабад                      |
| Второй наилегчайший вес (до 51 кг)  | Ким Жи Ён КНДР                       | Рашид Кабиров Джамбул                  | Юрий Вилищук Днепропетровск Алексей Никифоров Москва или Новокузнецк |
| Легчайший вес (до 54 кг)            | Юрий Александров Невинномысск        | Алексей Черепанов Душанбе или Алма-Ата | Жуматай Тусупов Караганда Б. Абгарян Ереван                          |
| Полулёгкий вес (до 57 кг)           | Самсон Хачатрян Кировакан или Ереван | Эдуард Хусаинов Москва                 | Серик Нурказов Караганда Виктор Наврос Донецк                        |
| Лёгкий вес (до 60 кг)               | Виктор Демьяненко Алма-Ата           | Владимир Степанов Хабаровск            | Х. Маткасымов Ош Петров Анатолий Москва                              |
| Первый полусредний вес (до 63,5 кг) | Эрик Хакимов Кустанай                | Мурадян Манвел Ленинакан               | Вячеслав Яновский Витебск Сергей Мичник Ленинград                    |
| Второй полусредний вес (до 67 кг)   | Исраел Акопкохян Ереван              | Григорий Пинчук Ташкент                | Владимир Масюк Витебск Виктор Егоров Москва                          |
| Первый средний вес (до 71 кг)       | Валерий Лаптев Чебоксары             | Виктор Жердев Ашхабад                  | Бабкен Саградян Кировакан Владимир Горбунов Москва                   |
| Второй средний вес (до 75 кг)       | Владимир Мельник Чебоксары           | Александр Беляев Минск                 | Рыжов Андрей Ленинград Сергей Василенко Фергана                      |
| Полутяжёлый вес (до 81 кг)          | Владимир Шин Фергана или Ташкент     | Алексеев Евгений Фрунзе                | Юрий Торбек Краснодар или Гомель Виталий Качановский Фастов          |
| Тяжёлый вес (до 91 кг)              | Александр Ягубкин Донецк             | Виктор Моршнев Харьков                 | Виктор Акшонов Фрунзе Олег Мушаев Ленинград                          |
| Супертяжёлый вес (свыше 91 кг)      | Валерий Абаджян Воронеж              | Вячеслав Яковлев Ленинград             | Сергей Кормилицин Москва Алексей Юков Гомель                         |

По материалам сайта «Amateur Boxing Results» с исправлениями по «Бокс. Энциклопедия».

### Командный зачёт
|   | Команда         | Очки  |    | Команда         | Очки  |    | Команда             | Очки |
| - | --------------- | ----- | -- | --------------- | ----- | -- | ------------------- | ---- |
| 1 | РСФСР           | 266   | 7  | Ленинград       | 144,7 | 13 | Азербайджанская ССР | 45,3 |
| 2 | Казахская ССР   | 236   | 8  | Узбекская ССР   | 141,1 | 14 | Молдавская ССР      | 42,2 |
| 3 | Украинская ССР  | 219,2 | 9  | Киргизская ССР  | 107   | 15 | Грузинская ССР      | 40,5 |
| 4 | Армянская ССР   | 217,2 | 10 | Туркменская ССР | 83    | 16 | Эстонская ССР       | 23   |
| 5 | Москва          | 216,6 | 11 | Таджикская ССР  | 49,2  | 17 | Литовская ССР       | 14,2 |
| 6 | Белорусская ССР | 162,2 | 12 | Латвийская ССР  | 46,7  |    |                     |      |

По материалам ежегодника «Бокс».

### Состязание организаций и добровольных спортивных обществ
|   | Команда            | Очки  |    | Команда     | Очки  |
| - | ------------------ | ----- | -- | ----------- | ----- |
| 1 | Советская Армия    | 813,3 | 6  | «Зенит»     | 117,1 |
| 2 | «Трудовые резервы» | 311,6 | 7  | «Спартак»   | 106,6 |
| 3 | «Труд»             | 303,7 | 8  | «Локомотив» | 28    |
| 4 | «Динамо»           | 299,6 | 9  | «Урожай»    | 22,5  |
| 5 | «Буревестник»      | 162,1 | 10 | ЦС ФиС      | 12,8  |

По материалам ежегодника «Бокс».

## Медалисты чемпионата СССР
| Весовая категория                   | Золото                               | Серебро                                  | Бронза                                                           |
| ----------------------------------- | ------------------------------------ | ---------------------------------------- | ---------------------------------------------------------------- |
| Первый наилегчайший вес (до 48 кг)  | Шамиль Сабиров Краснодар             | Артур Димаксян Ереван                    | Шухрат Ахмеджанов Ашхабад Каримжан Абдрахманов Алма-Ата          |
| Второй наилегчайший вес (до 51 кг)  | Рашид Кабиров Джамбул                | Алексей Никифоров Москва или Новокузнецк | Юрий Вилищук Днепропетровск Крикунов Сергей Бельцы               |
| Легчайший вес (до 54 кг)            | Вячеслав Шулепко Димитровград        | Юрий Александров Невинномысск            | Алексей Черепанов Душанбе или Алма-Ата Жуматай Тусупов Караганда |
| Полулёгкий вес (до 57 кг)           | Самсон Хачатрян Кировакан или Ереван | Эдуард Хусаинов Москва                   | Серик Нурказов Караганда Виктор Наврос Донецк                    |
| Лёгкий вес (до 60 кг)               | Виктор Демьяненко Алма-Ата           | Владимир Степанов Хабаровск              | Х. Маткасымов Ош Петров Анатолий Москва                          |
| Первый полусредний вес (до 63,5 кг) | Эрик Хакимов Кустанай                | Мурадян Манвел Ленинакан                 | Вячеслав Яновский Витебск Сергей Мичник Ленинград                |
| Второй полусредний вес (до 67 кг)   | Исраел Акопкохян Ереван              | Григорий Пинчук Ташкент                  | Владимир Масюк Витебск Виктор Егоров Москва                      |
| Первый средний вес (до 71 кг)       | Валерий Лаптев Чебоксары             | Виктор Жердев Ашхабад                    | Бабкен Саградян Кировакан Владимир Горбунов Москва               |
| Второй средний вес (до 75 кг)       | Владимир Мельник Чебоксары           | Александр Беляев Минск                   | Рыжов Андрей Ленинград Сергей Василенко Фергана                  |
| Полутяжёлый вес (до 81 кг)          | Владимир Шин Фергана или Ташкент     | Алексеев Евгений Фрунзе                  | Юрий Торбек Краснодар или Гомель Виталий Качановский Фастов      |
| Тяжёлый вес (до 91 кг)              | Александр Ягубкин Донецк             | Виктор Моршнев Харьков                   | Виктор Акшонов Фрунзе Олег Мушаев Ленинград                      |
| Супертяжёлый вес (свыше 91 кг)      | Валерий Абаджян Воронеж              | Вячеслав Яковлев Ленинград               | Сергей Кормилицин Москва Алексей Юков Гомель                     |

По материалам «Бокс. Энциклопедия».